# Muzej talcev
Muzej talcev v Begunjah na Gorenjskem je pomnik grozot druge svetovne vojne. V gradu Kacenštajn so bili med nacistično okupacijo gestapovski zapori. Del nekdanjih jetniških celic v prizidku h graščinski stavbi je preurejen v spominski muzej, v parku in bližnji Dragi pa sta grobišči talcev.